# Ophioplinthaca weberi
Ophioplinthaca weberi är en ormstjärneart som först beskrevs av Jean Baptiste François René Koehler 1930.  Ophioplinthaca weberi ingår i släktet Ophioplinthaca och familjen knotterormstjärnor. Inga underarter finns listade i Catalogue of Life.